# Osredek pri Dobrovi
Osredek pri Dobrovi – wieś w Słowenii, w gminie Dobrova-Polhov Gradec. W 2018 roku liczyła 80 mieszkańców.